# Ermin Seratlić
Ermin Seratlić (Podgorica, 1990. augusztus 21. –) montenegrói labdarúgó, jelenleg kölcsönben van az FK Mladost Podgorica csapatában a SSA Jagiellonia Białystoktól. Posztját tekintve középpályás, csatár.

## Pályafutása
2011 januárjában négyéves szerződést írt alá SSA Jagiellonia Białystok csapatával.